# 4 листопада
4 листопада — 308-й день року (309-й у високосні роки) у григоріанському календарі. До кінця року залишається 57 днів.

## Свята і пам'ятні дні

### Міжнародні
- ООН: міжнародний день добра
- День Тутанхамона.
- День дорожнього регулювальника.
- День здорового глузду.
- День якісної роботи.

### Національні
- Росія: День народної єдності
- Україна: День залізничника
- Італія: свято перемоги у Першій світовій війні
- Велика Британія: Ніч Гая Фокса
- Домініка: День громадської служби.
- Панама: День прапора.
- Туркменістан: День працівників митних органів.
- США: Національний день цукерок.

## Іменини
✙ Православні: Павло.
✝  Католицькі:

## Події
- 1660 — капітуляція московських військ Шереметєва під Чудновом.
- 1708 — гетьман Іван Мазепа оголосив Петру I про свій перехід на сторону Шведської імперії та почав маневр на з'єднання з військами Карла XII.
- 1844 — у Львові утворена Академія технічна (з 1920 — Львівська політехніка).
- 1848 — Відкрите перше у світі метро. Ідею побудувати підземну залізницю для швидкого транспортування містян з одного кінця Лондона до іншого подав адвокат із Сіті Чарльз Пірсон. Перша лінія метро завдовжки 6 кілометрів зв'язувала лондонські вокзали Піддінгтон і Фаррінгдон і називалася «Metropolitan Railway», тобто «Столична залізниця». Скорочення цієї довгої назви до п'яти літер і породило усім нам знайоме «метро».
- 1861 — на Залізничний вокзал у Львові прибув перший на території сучасної України потяг з Відня; цей день вважається початком історії залізниць України.
- 1879 — Джейдс Рітті запатентував перший касовий апарат.
- 1890 — відкриття першого метро у Лондоні.
- 1899 — опублікована книга Зіґмунда Фройда «Тлумачення сновидінь».
- 1918 — вночі з 3 на 4 листопада почалися польсько-українські бої за Перемишль.
- 1921 — розпочався Другий зимовий похід Армії УНР під проводом генерал-хорунжого Юрія Тютюнника — головна Волинська група перейшла польсько-український радянський кордон під Олевськом.
- 1922 — у Єгипетському королівстві знайдена гробниця Тутанхамона.
- 1937 — останній день розстрілів в урочищі Сандармох капітаном держбезпеки Михайлом Матвєєвим 1111 в'язнів Соловецької тюрми особливого призначення, серед них — цвіту української інтелігенції
- 1940 — Президія Верховної Ради СРСР встановила кордон між Молдавською та Українською РСР, внаслідок чого 8 із 14 районів колишньої Молдавської АРСР залишились в складі України.
- 1946 — підписано китайсько-американський Договір про дружбу та взаємну торгівлю.
- 1950 — у Римі держави-члени Ради Європи підписали Конвенцію про захист прав людини і основних свобод.
- 1956 — радянські війська придушили повстання в Угорщині.
- 1970 — пасажирський авіалайнер «Конкорд» під час випробувань удвічі перевищив швидкість звуку.
- 1979 — захоплення американського посольства у Тегерані іранськими студентами («революційною гвардією»).
- 1984 — заснування компанії «Dell».

## Народились

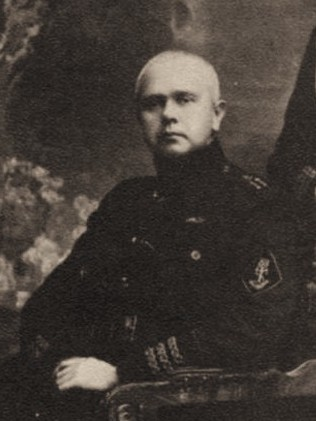
Михайло Білинський

Дивись також Категорія:Народились 4 листопада
- 1575 — Гвідо Рені, італійський художник.
- 1801 — Северин Гощинський, польський поет українського походження, представник «української школи» польського романтизму.
- 1873 — Джордж Мур, англійський філософ, один з родоначальників аналітичної традиції в філософії.
- 1879 — Леонід Федоров, екзарх Російської греко-католицької церкви, мученик за віру.
- 1883 — Михайло Білинський, український військовий діяч, контр-адмірал УНР. Організатор українського морського міністерства, створив перший полк морської піхоти.
- 1898 — Василь Кучабський, український військовий діяч, історик, дійсний член НТШ.
- 1908 — Юзеф Ротблат, польський фізик, лауреат Нобелівської премії.
- 1910 — Семен Ластович, український кобзар, майстер, автор фундаментальної праці з історії та виготовлення бандури (не опублікована), репресований 1939.
- 1911 — Дмитро Клячківський, український військово-політичний діяч, діяч ОУН, полковник УПА, Головний командир УПА.
- 1925 — Рітвік Гхатак, бенгальський та індійський письменник, режисер, продюсер, драматург і сценарист.
- 1933 — Чарльз Куен Као, китайський, британський і американський інженер-фізик, автор ключових досліджень у галузі розробки та практичного застосування волоконно-оптичних технологій.
- 1938 — Віталій Дирдира, український і радянський яхтсмен, олімпійський чемпіон.
- 1963 — Геннадій Авдєєнко, український і радянський легкоатлет, олімпійський чемпіон.
- 1963 — Пйотр Ібрагім Кальвас, польський письменник та журналіст, відомий своїми репортажами про сучасний мусульманський світ.
- 1967 — Олена Садовнича, українська спортсменка, дворазова призерка Олімпійських ігор зі стрільби з лука.
- 1971 — Табу, індійська акторка («Видимість», «Життя Пі»).

## Померли
Дивись також Категорія:Померли 4 листопада
- 1847 — Фелікс Мендельсон, німецький композитор, диригент, органіст та піаніст; автор весільного маршу (*1809).
- 1856 — Поль Деларош, французький історичний живописець, представник академізму.
- 1892 — Ерве Флоримон, французький композитор і органіст, засновник музичного театру, автор оперет (найвідоміша «Мадемуазель Нітуш»). Поряд з Жаком Оффенбахом є основоположником французької оперети.
- 1924 — Ґабріель Форе, французький композитор.
- 1926 — Альбін Еггер-Лінц, австрійський живописець.
- 1958 — Жузеп Клара, іспанський скульптор.
- 1962 — Іван Мар'яненко, український актор, режисер, педагог; племінник Марка Кропивницького.
- 1995 — Іцхак Рабин, прем'єр-міністр Ізраїлю, лауреат Нобелівської премії миру.
- 2020 — Петро Кобичик,  український футболіст, арбітр і футбольний функціонер.